# Elcano (Navarra)
Elcano (en euskera: Elkano) es una localidad española y un concejo de la Comunidad Foral de Navarra perteneciente al municipio del Valle de Egüés. Su población en 2014 fue de 201 habitantes (INE). 

## Geografía
Está situado en el centro geográfico del Valle de Egüés a unos 505 metros de altitud sobre el nivel del mar. Dista de Pamplona 10 kilómetros.

## Demografía
| 2000 | 2001 | 2002 | 2003 | 2004 | 2005 | 2006 | 2007 | 2008 |
| ---- | ---- | ---- | ---- | ---- | ---- | ---- | ---- | ---- |
| 145  | 143  | 151  | 157  | 156  | 174  | 177  | 179  | 196  |